# Cid Benjamin
Cid de Queiroz Benjamin (Recife, 26 de outubro de 1948) é um jornalista e político brasileiro.
Nos anos 1960 e 1970, militou na luta armada, tendo sido dirigente do movimento estudantil em 1968 e integrante da resistência à ditadura militar, responsável pelo setor armado do Movimento Revolucionário Oito de Outubro (MR-8). Junto com o também jornalista Franklin Martins e outros, idealizou e participou do sequestro do embaixador estadunidense Charles Burke Elbrick, em 1969, atividade do MR-8 e da ALN (Ação Libertadora Nacional), que teria sido motivada pelo desejo de libertar Vladimir Palmeira. Preso em abril de 1970, foi libertado dois meses depois em troca do embaixador alemão Ehrenfried von Holleben, sequestrado pela guerrilha.
Depois preso, foi exilado e morou na Argélia, Chile, Cuba e Suécia. Ao retornar, com a anistia de 1979, trabalhou nos mais importantes jornais do país. Por dez anos no O Globo foi redator e subeditor de política. Recebeu, em 1996, o Prêmio Esso de Jornalismo por uma série de reportagens sobre a Guerrilha do Araguaia, publicadas em O Globo com Adriana Barsotti, Aziz Filho e Amaury Ribeiro Jr. Depois, por dois anos, foi subeditor e editor de política no Jornal do Brasil. 
Em 1980, participou da fundação do Partido dos Trabalhadores - PT, partido de que foi dirigente nacional e estadual, no Rio de Janeiro. Participou também da criação do Partido Socialismo e Liberdade - PSOL, tendo sido, por três anos, editor-chefe da revista "Socialismo e Liberdade", da Fundação Lauro Campos (hoje chamada Fundação Lauro Campos e Marielle Franco), daquele partido.
Dentre outros trabalhos, foi assessor da Associação de Funcionários do BNDES - AFBNDES e do Sindicato dos Metalúrgicos do Rio de Janeiro. Foi também secretário-geral do Sindicato dos Jornalistas Profissionais do Rio de Janeiro. 
Foi Superintendente de Comunicação da OAB/RJ por seis anos, tendo ajudado a realizar e lançar a Campanha pela Memória e pela Verdade, em defesa da abertura dos arquivos da ditadura, e assessorado a Comissão da Verdade do Rio de Janeiro.
Foi redator do Dicionário Histórico-Biográfico Brasileiro, do CPDOC. Foi professor das Faculdades Integradas Helio Alonso, no Rio de Janeiro, por 19 anos. Foi, também, vice-presidente da Associação Brasileira de Imprensa (ABI) de 2019 a 2022.
Em 2024, produziu e apresentou a série "Tempos de Chumbo", sobre os 60 anos do Golpe Militar no Brasil, em 1964.

## Obras publicadas
- Hélio Luz, um xerife de esquerda. Rio de Janeiro: Relume Dumará, 1998.
- Gracias a la vida: memórias de um militante. Rio de Janeiro: José Olympio, 2014.
- Reflexões rebeldes. Rio de Janeiro: José Olympio, 2016.
- Meio século de 68. Barricadas, história e política. Rio de Janeiro: Mauad, 2018 (Organização / Com Felipe Demier).
- Estado policial: como sobreviver. Rio de Janeiro: Civilização Brasileira, 2019.
- O ovo da serpente. A ameaça neofascista no Brasil de Bolsonaro. Rio de Janeiro: Mauad, 2020 (Organização / Com Felipe Demier e Valério Arcary)
- Fragmentos de um Brasil contemporâneo. São Paulo: Minotauro, 2023.